# Rái cá Mỹ Latin
Rái cá Mỹ Latin (Lontra longicaudis) là một loài động vật có vú trong họ Chồn, bộ Ăn thịt. Loài này được Olfers mô tả năm 1818.

## Hình ảnh

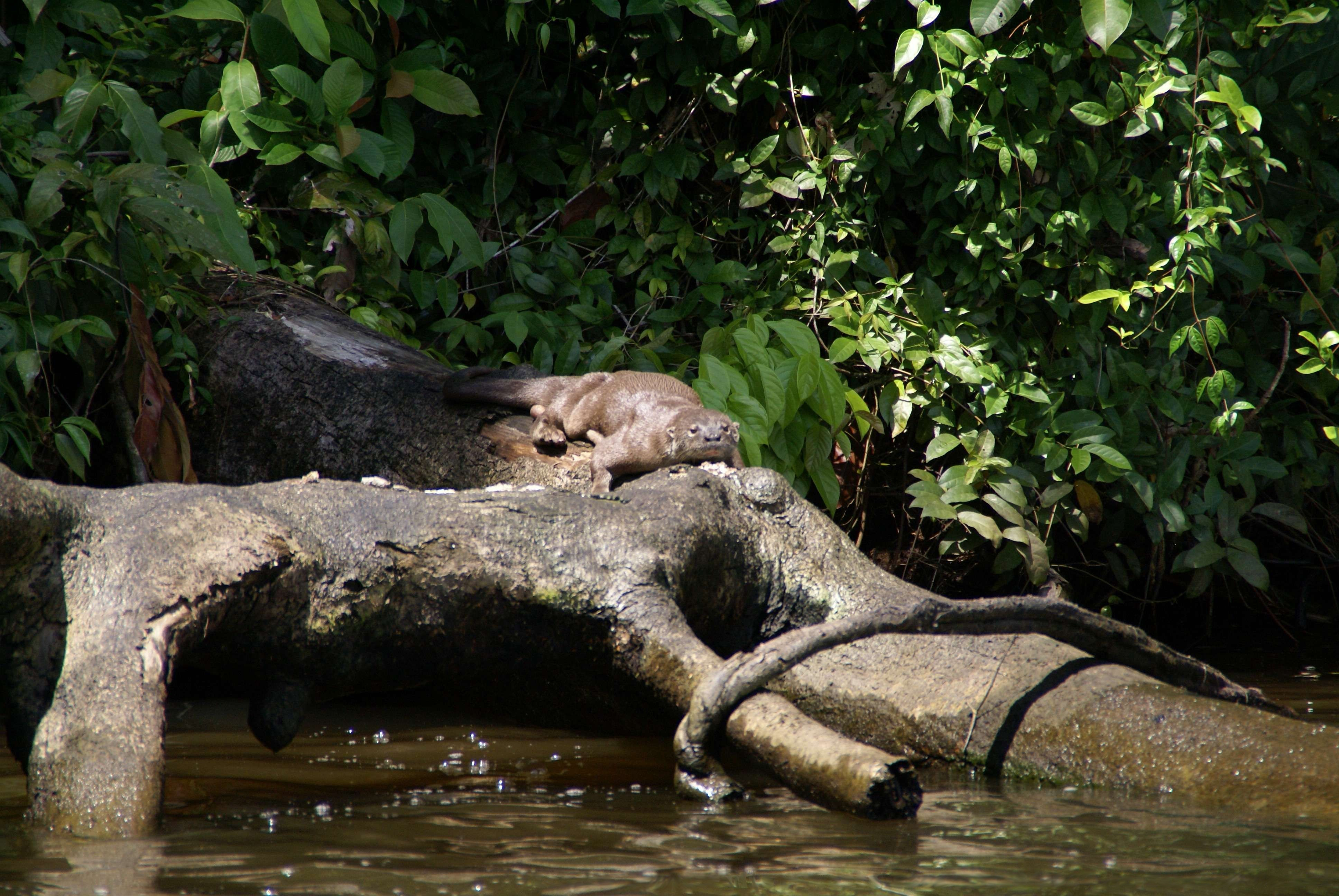
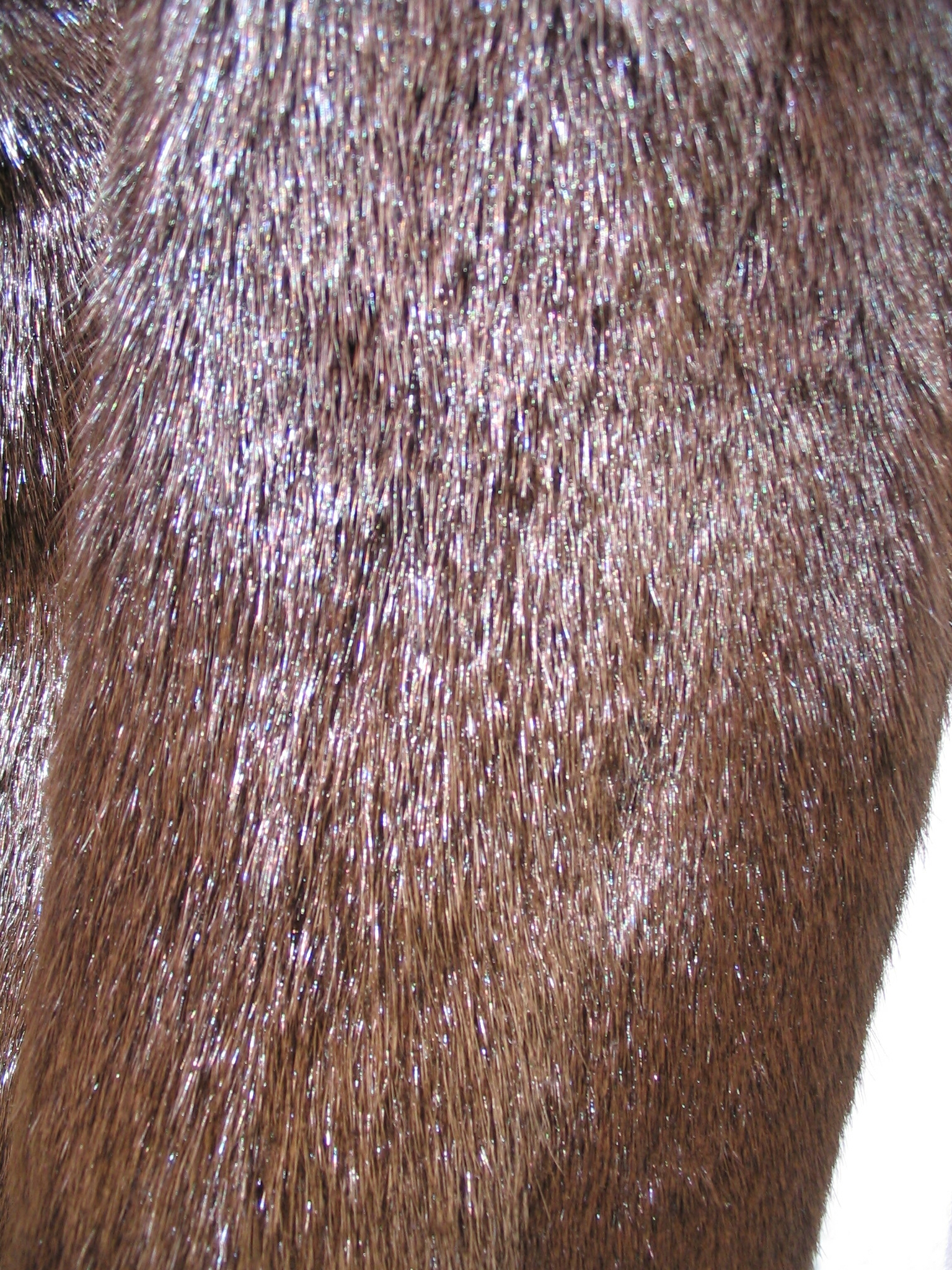
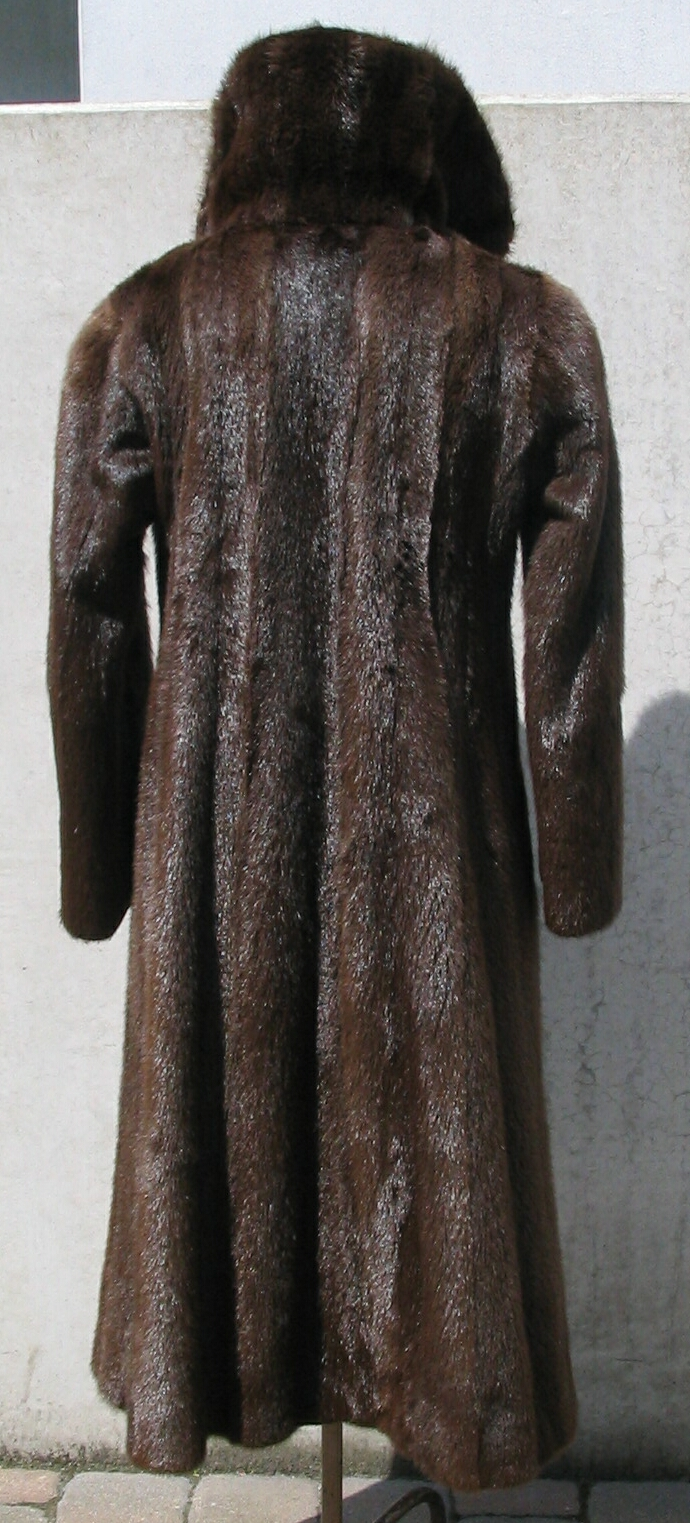